# Ben Foster (fotbalista)
Benjamin „Ben“ Anthony Foster (* 3. dubna 1983 Leamington Spa) je bývalý anglický profesionální fotbalový brankář, který naposledy chytal za anglický klub Watford FC. Mezi lety 2007 a 2014 odchytal také 8 zápasů v dresu anglické reprezentace.

## Klubová kariéra
Hrál za klub Manchester United v Premier League. V roce 2010 přestoupil do klubu Birmingham City za 4 miliony britských liber.[zdroj?] Od roku 2012 hraje za klub West Bromwich Albion z anglické Premier League. V roce 2018 přestoupil do klubu Watford FC momentálně hrající EFL Championship. Po konci sezóny 2019/20 Premier League byl Foster jedním z hráčů, kteří na hřišti nechyběli ani minutu napříč všemi 38 zápasy.

## Reprezentační kariéra
V A-týmu Anglie debutoval 7. 2. 2007 v přátelském utkání v Manchesteru proti týmu Španělska (porážka 0:1).
Trenér Roy Hodgson jej vzal na Mistrovství světa 2014 v Brazílii, kde Angličané vypadli již v základní skupině D, obsadili s jedním bodem poslední čtvrtou příčku. Foster byl náhradním brankářem, avšak zachytal si v posledním zápase proti Kostarice (remíza 0:0), kdy už bylo jisté, že Anglie nepostoupí.